# 夜宮公園

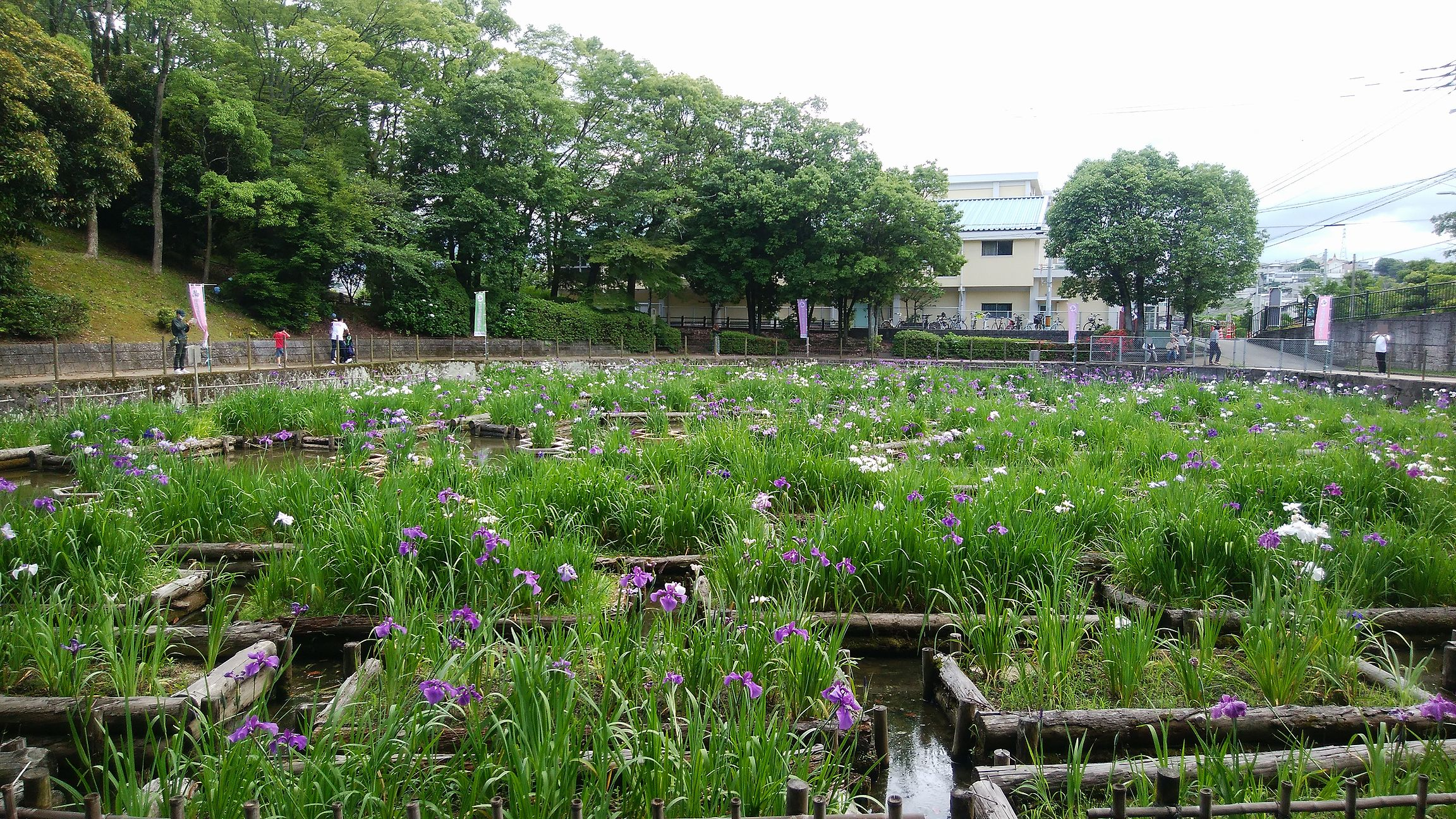
夜宮池のハナショウブ

夜宮公園（よみやこうえん）は、福岡県北九州市戸畑区にある公園である。

## 概要
面積は10.3haあり、静かな雰囲気の公園である。
中央部に広場と戦没者慰霊塔が設置されている。戦没者慰霊塔は戸畑市時代の1959年に建てられ、西南戦争から太平洋戦争にかけての戦争で死亡した戸畑市民が祀られている。
公園北西にある夜宮池と公園東側の日本庭園に35種7千株（約2万本）の菖蒲が植えられており、菖蒲の名所となっている。菖蒲の開花期間中の6月には「とばた菖蒲まつり」が行われ、イベントが開催され露店も並ぶ。
また、公園内には菖蒲のほかに桜や梅も植えられており、それぞれの開花シーズンには多数の花見客が訪れる。敷地が広大で緑が多いため、園内は散歩のコースとしても利用されている。
「夜宮公園の花菖蒲」で平成2年度手づくり郷土賞（花と緑の手づくりふるさと）受賞。

## イベント
- 梅まつり - 2月下旬
- 戸畑区子どもまつり - 4月29日
- とばた菖蒲まつり - 6月上旬

## 近隣施設
- 旧松本家住宅（西日本工業倶楽部） - 国の重要文化財
- 九州工業大学
- 福岡県立戸畑高等学校
- 明治学園小学校・中学校・高等学校
- 北九州市立夜宮弓道場
- 夜宮の大珪化木 - 国の天然記念物

## 交通
- 西鉄バス（西鉄バス北九州）「沢見1丁目」「大谷入口」「青少年センター前」が最寄りバス停。いずれもバス停から徒歩5分前後。
- 北九州高速2号線戸畑出入口より1.8㎞